# Heinäjärvi (Gällivare socken, Lappland, 742177-171625)
Heinäjärvi är en sjö i Gällivare kommun i Lappland och ingår i Råneälvens huvudavrinningsområde.